# Robin Stille
Robin Rochelle Stille (24 de noviembre de 1961 – 9 de febrero de 1996)  fue una actriz estadounidense conocida por su papel en la película slasher The Slumber Party Massacre como Valerie "Val" Bates. A veces era conocida como Robin Rochelle.

## Vida y carrera
Stille nació en Filadelfia, Pensilvania y llegó a Hollywood tras mudarse con su familia cuando era niña. Después de protagonizar The Slumber Party Massacre, actuó como Babs Peterson en la película Sorority Babes in the Slimeball Bowl-O-Rama. Otros de sus papeles incluyen las películas de 1987 Vampire Nights y Winners Take All, así como en un episodio de Jake and the Fatman, y en la película de 1991 American Ninja 4: The Annihilation.
Con el tiempo, a Stille le fue difícil conseguir papeles, lo que, sumado a su adicción a la bebida, la llevó a suicidarse en Burbank, California, el 9 de febrero de 1996, a la edad de 34 años. Fue enterrada en el Rose Hills Memorial Park de Whittier, California.

## Filmografía

### Cine
| Año  | Película                                    | Papel                   | Notas                          |
| ---- | ------------------------------------------- | ----------------------- | ------------------------------ |
| 1982 | The Slumber Party Massacre                  | Valerie Bates           |                                |
| 1983 | The Being                                   | Chica en el autocine    | sin acreditar                  |
| 1983 | I'm Going to Be Famous                      | Actriz en teatro        |                                |
| 1987 | Winners Take All                            | Chica fiestera #3       |                                |
| 1987 | Hungry for Your Love                        | Pasajera de aerolínea   | cortometraje                   |
| 1988 | Sorority Babes in the Slimeball Bowl-O-Rama | Barbara "Babs" Peterson | acreditada como Robin Rochelle |
| 1988 | Vampire Knights                             | Tasar                   | acreditada como Robin Rochelle |
| 1990 | Hard to Die                                 | Sorority Girl           | material de archivo            |
| 1990 | Sorority House Massacre II                  | Hockstatter's Neighbor  | material de archivo            |
| 1991 | American Ninja 4: The Annihilation          | Dr. Sarah               |                                |

### Televisión
| Año  | Programa            | Papel                    | Notas                           |
| ---- | ------------------- | ------------------------ | ------------------------------- |
| 1990 | Jake and the Fatman | La chica del guardarropa | 1 Episodio, God Bless the Child |